# Vietnamese bladneusvleermuis
De Vietnamese bladneusvleermuis (Paracoelops megalotis) is een vleermuis uit de familie die slechts bekend is van een enkel, beschadigd exemplaar uit Vietnam. Deze soort, de enige van het geslacht Paracoelops, is waarschijnlijk verwant aan Coelops en Cloeotis. Dit exemplaar, een mannetje, is in 1945 in Vinh in het midden van Vietnam gevangen.
Deze middelgrote vleermuis heeft een lange vacht en grote, ronde, van elkaar gescheiden oren. De bovenkant van het lichaam is bruin, de onderkant beige. De bovenkant van de kop is goudgeel, de oren zijn bruin. De kop-romplengte bedraagt 45 mm, de voorarmlengte 42 mm, de oorlengte 30 mm en het gewicht 7 g.